# Нижньосаксонська земельна й університетська бібліотека
Нижньосаксонська земельна й університетська бібліотека в Геттінгені (нім. Niedersächsische Staats- und Universitätsbibliothek Göttingen) — центральна наукова бібліотека Геттінгенського університету. Одна з найбільших універсальних бібліотек Німеччини.

## Історія

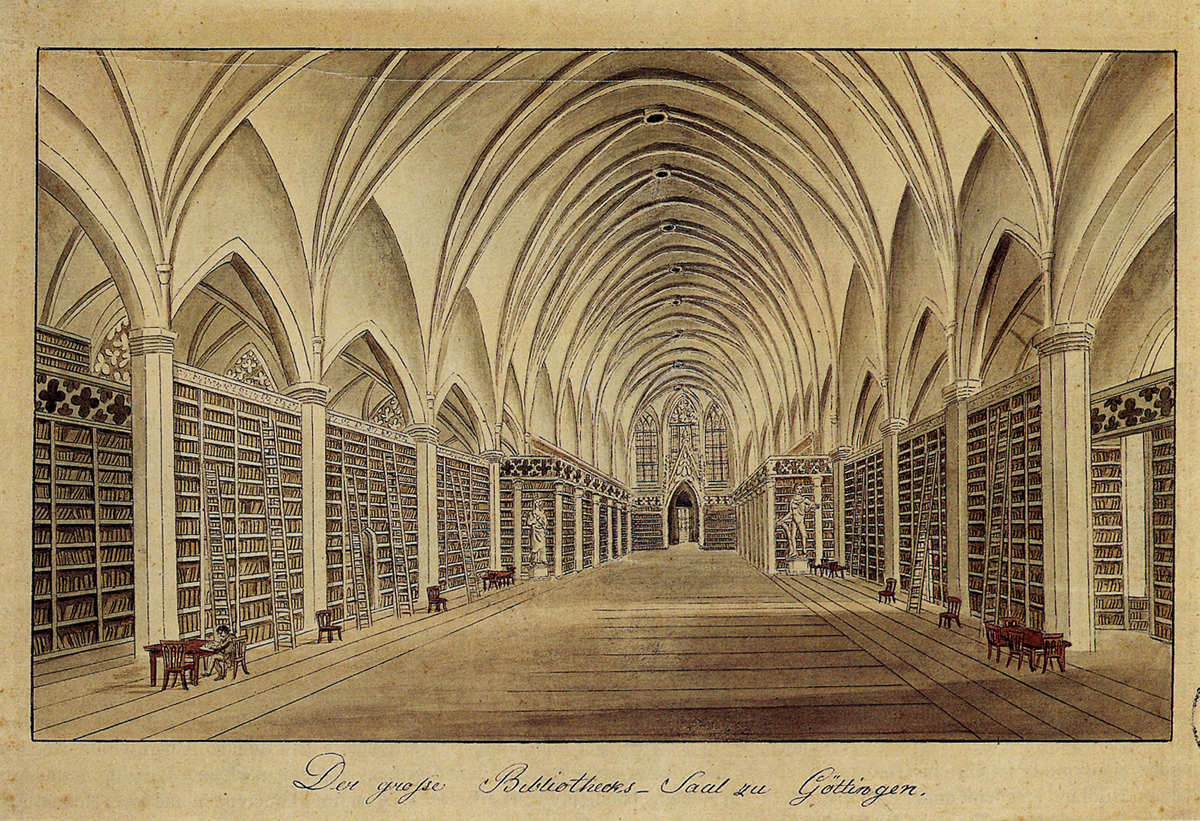
Історичний зал бібліотеки в Паулінській церкві (бл. 1820). малюнок Фрідріха Басеманна (1796–1854)

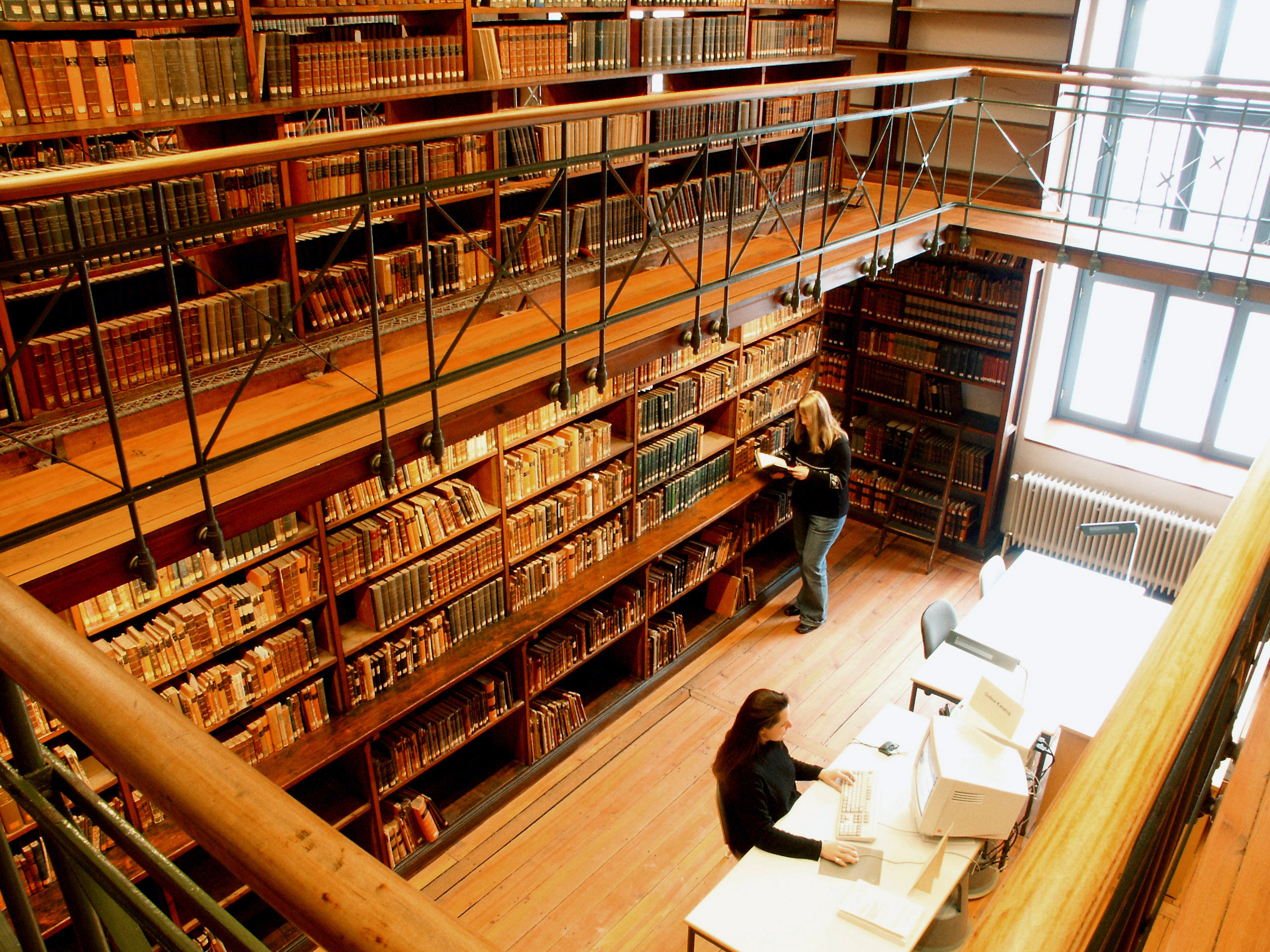
Читальний зал імені Крістіана Готтлоба Гайне

Бібліотека Геттінгенського університету була заснована 1734 року. Бібліотека була задумана насамперед як інституція для наукової роботи, тож книги закуповувалися не за критерієм рідкісності чи якості оформлення, а суто за їхнім змістом, що на той час було новим принципом у формуванні бібліотек. Новим також було те, що університетська бібліотека одержувала фіксований щорічний грошовий фонд на придбання нової літератури.
Засновник і куратор бібліотеки Герлах Адольф фрайгерр фон Мюнхгаузен запоросив на посаду директора відомого філолога Йоганна Матіаса Геснера. Основою бібліотеки сала приватна книгозбірня Йоахіма Гінриха фон Бюло (1650–1724), придбана Герлахом фон Мюнхгаузеном за умови, що майбутня бібліотека називатиметься «Бібліотека Буловіана», проте до нашого часу ця назва не дожила. Завдяки планомірній та послідовній розбудові фондів, бібліотека Геттінгенського університету незабаром стала однією з найпримітніших бібліотек Німеччини. Фонди бібліотеки були описані завдяки розвинутій системі каталогів.
Професор класичної філології Крістіан Готтлоб Гайне, який обіймав посаду директора бібліотеки протягом 1763–1812 років, зробив університетську бібліотеку в Геттінгені однією з найкращих як за якістю фондів, так і за організацією роботи. Ним було організовано міжбібліотечний абонемент для науковців, які таким чином одержали змогу працювати з бібліотечними фондами, перебуваючи поза Геттінгеном. Окрім систематичної закупівлі нових видань в Німеччині Гайне організував постачання новинок з Франції, Великої Британії, США, а також арабських та східних країн. На початку директорства Гайне бібліотека мала 60 000 томів, коли ж Гане помер, фонди бібліотеки перевищували 200 000 томів. Для порівняння, бібліотека відомого на той час університету Галле мала лише 20 000 томів.
У XIX столітті розвиток бібліотеки, яка у зв'язку зі стовренням Ганноверського королівства стала називатися Королівською університетською бібліотекою, загальмувався. У 1830–1837 роках бібліотекою керували брати Грімм. 1866 року бібліотека увійшла в Пруську бібліотечну систему. У 1878–1882 роках на Принценштрассе в Геттінгені було споруджено велике додаткове приміщення для фондів бібліотеки з читальним залом імені Крістіана Готтлоба Гайне.
З 1920-х років за бібліотекою було закріплено декілька спеціальних тематичних напрямів збирання літератури (нім. Sondersammelgebiete (SSG)), насамперед це література з англо-американського культурного простору та природничі науки. У рамках надрегіонального проекту «Колекція німецьких стародруків» Геттінгенська бібліотека збирає видання XVIII століття.

## Сьогодення

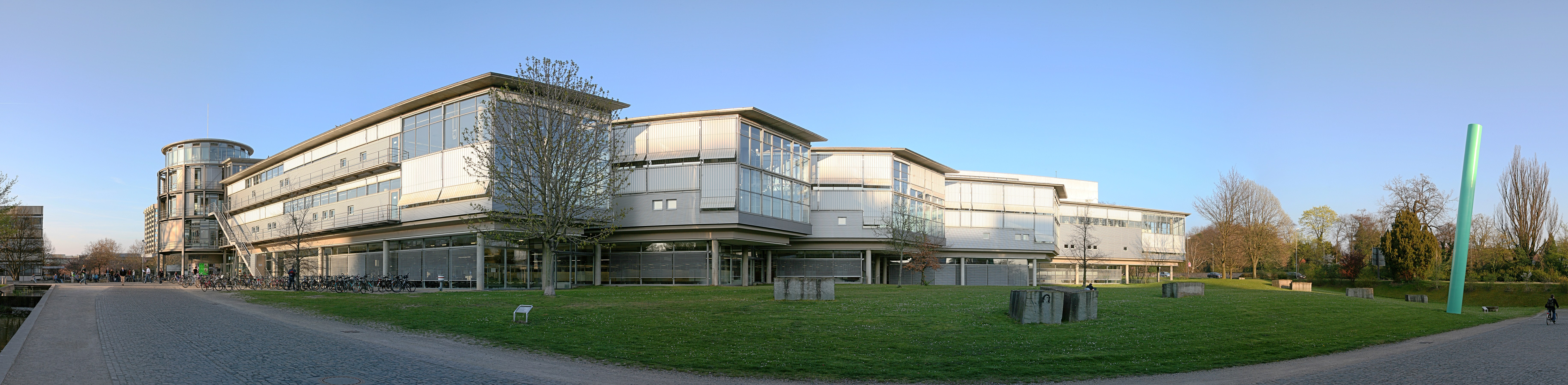
Центральний корпус бібліотеки, споруджений 1992 року

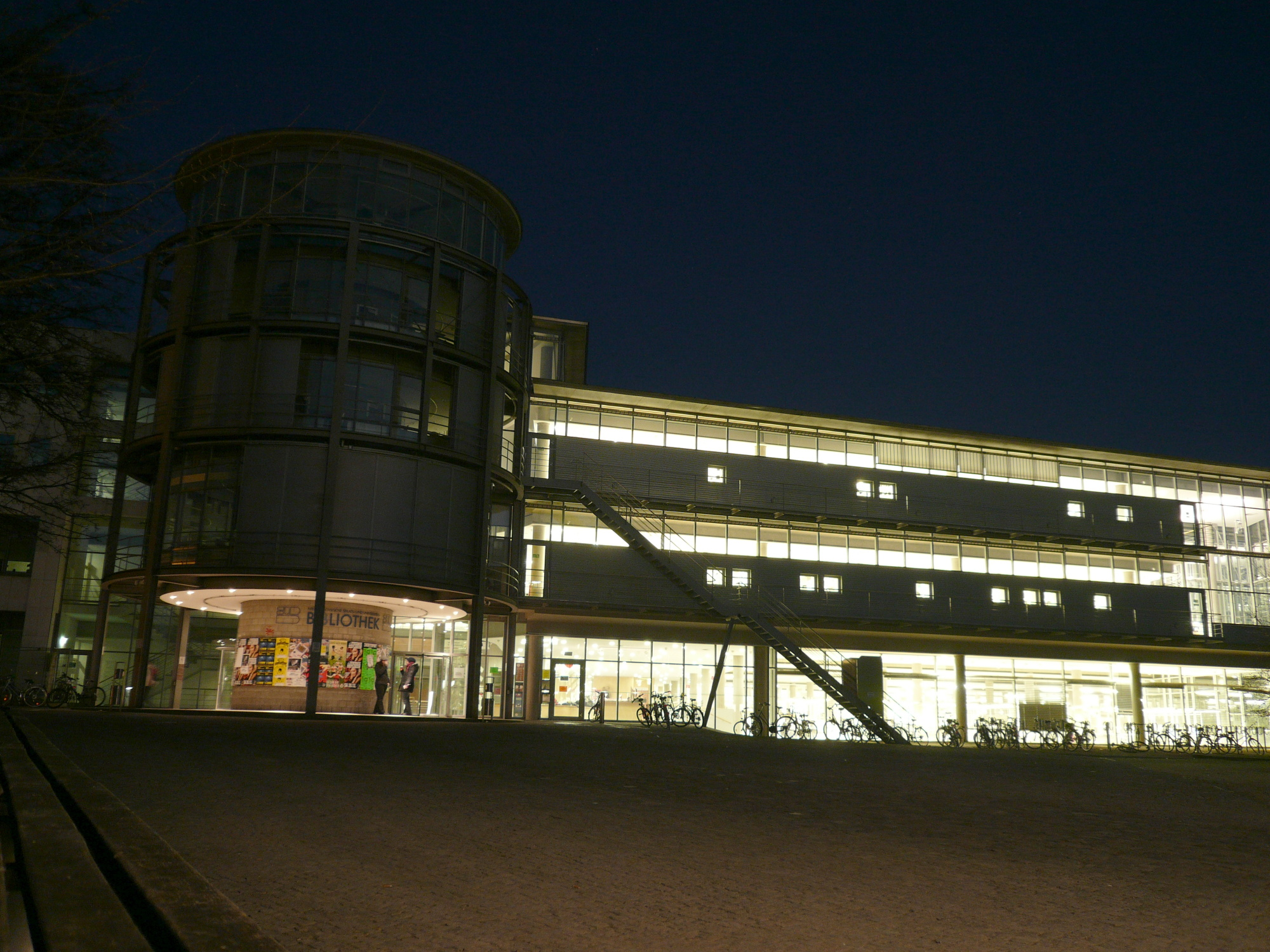
Центральна бібліотека вночі

Нижньосаксонська земельна й університетська бібліотека має 7,7 млн одиниць зберігання, з яких 5,7 млн книг, 1,6 млн мікроформ, 11 000 передплачених паперових журналів, 318 000 карт і планів, більше 3 100 інкунабул, 14 000 рукописів, 400 приватних архівів, а також велику кількість оцифрованої літератури.
Перша бібліотечна будівля постала у XVIII столітті завдяки добудовам та перебудовам колишнього домініканського монастиря. 1992 року на території університетського кампусу було споруджено новий бібліотечний корпус, проект якого розробив дортмундський архітектор Екгард Гербер Відтоді в історичному приміщенні бібліотеки зберігаються спеціальні колекції. Окрім того бібліотека має 6 спеціальних фахових бібліотек.